# كفار عفوداه
كفار عفوداه ((بالعبرية: כפר עבודה‏)، تُتَرجم إلى قرية العمل) هي قرية ومركز للتربية الخاصة في وسط إسرائيل. تقع في سهل شارون على بعد حوالي كيلومترين شرق تل موند، وتقع ضِمن نطاق مجلس ليف هشارون الإقليمي. في 2019، بلغ عدد سكانها 229.

## التاريخ
تأسست القرية عام 1942 وتُديرها وزارة الرفاه والخدمات الاجتماعية.